# Resource Description Framework
Resource Description Framework (RDF) este o familie de speficicații World Wide Web Consortium (W3C), conceput a fi un model de înregistrare a datelor.